# حادث قطار بريتني
حادث قطار بريتني وقع في بريتني بالقرب من باريس، خرج القطار عن مساره واصطدم برصيف المحطة مما أدى إلى انقلابه، توفي جراء الحادث 6 أشخاص وأصيب 30 شخصًا، يعد الحادث الأخطر منذ حادث عام 1988.

## النجدة
أرسلت عناصر ووحدات النجدة الآتية:
- 300 رجل إطفاء و منهم لواء رجال إطفاء باريس.
- 8 مروحيات من الدفاع المدني.
- 20 فريق من الخدمة المتنقلة لحالات الطوارئ و الإنعاش.
- الشرطة والدرك.
- مسؤولين من الشركة الوطنية للسكك الحديدية الفرنسية (SNCF).
- عدة جمعيات إغاثية وطبية مثل الصليب الأحمر الفرنسي والاتحاد الفرنسي للإنقاذ والإسعافات الأولية والاتحاد الوطني للحماية المدنية والوحدة المتنقلة للإسعافات الأولية.

في تمام الساعة 17 و 23 دقيقة، تم إطلاق الخطة الحمراء و وصل أول رجال الإطفاء، في حين قد قامت الشركة الوطنية للسكك الحديدية الفرنسية (SNCF) بقطع خط باريس-أوستارليز و خط إيتامب . تم بدأ الاستعمال بالخطة البيضاء في عدة مستشفيات باريسية وقام أعوان من شركة السكك الفرنسية بتكسير النوافذ لمنح الهروب للمسافرين، وقام مسافروا العربات الغير متضررة بمساعدة الأخرين الواقعين في الحطام حتى وصول النجدة والإنقاذ، يجدر الذكر بأن بعض مسافري الخطوط الأخرى المتواجدين على عين المكان كانوا قد أصيبوا بشظايا صوابير سكك الحديد المتضررة.

## الخسائر البشرية
أسفر الحادث عن وقوع 6 قتلى و 30 جريح بينهم 8 في حالة خطرة (تبقى المعطيات مؤقتة) ، أربعة من الستة المتوفين كانو موجدين على رصيف محطة بريتني سور أورج و أصلهم من إقليم إيسون، و كان المتوفون الستة : شابين عمارهما 19 و 23 سنة أتيا من مدينة إيتامب و زوجين في عمر الثمانينات وشابة بعمر 27 سنة وشيخ بعمر في الستين من العمر قادم من ليموزان.
أعلنت وزارة النقل أنه في صباح يوم السبت 13 يوليو 2013 سيكون هناك دقيقة صمت في كل محطات قطارات فرنسا لذكرى الضحايا.

## تحركات وتصريحات
- الرئيس الفرنسي - فرانسوا أولاند : يتوجه إلى موقع حادث القطار للتعبير عن تضامنه.[6]
- وزير النقل الفرنسي - فريدريك كافيليه : إن الخطأ البشري لم يكن السبب في الحادث، مشيرًا إلى سلامة الإجراءات التي اتخذها طاقم القطار، وأدت إلى تجنب الاصطدام بقطار آخر قادم في الاتجاه المعاكس.[7]

## صور

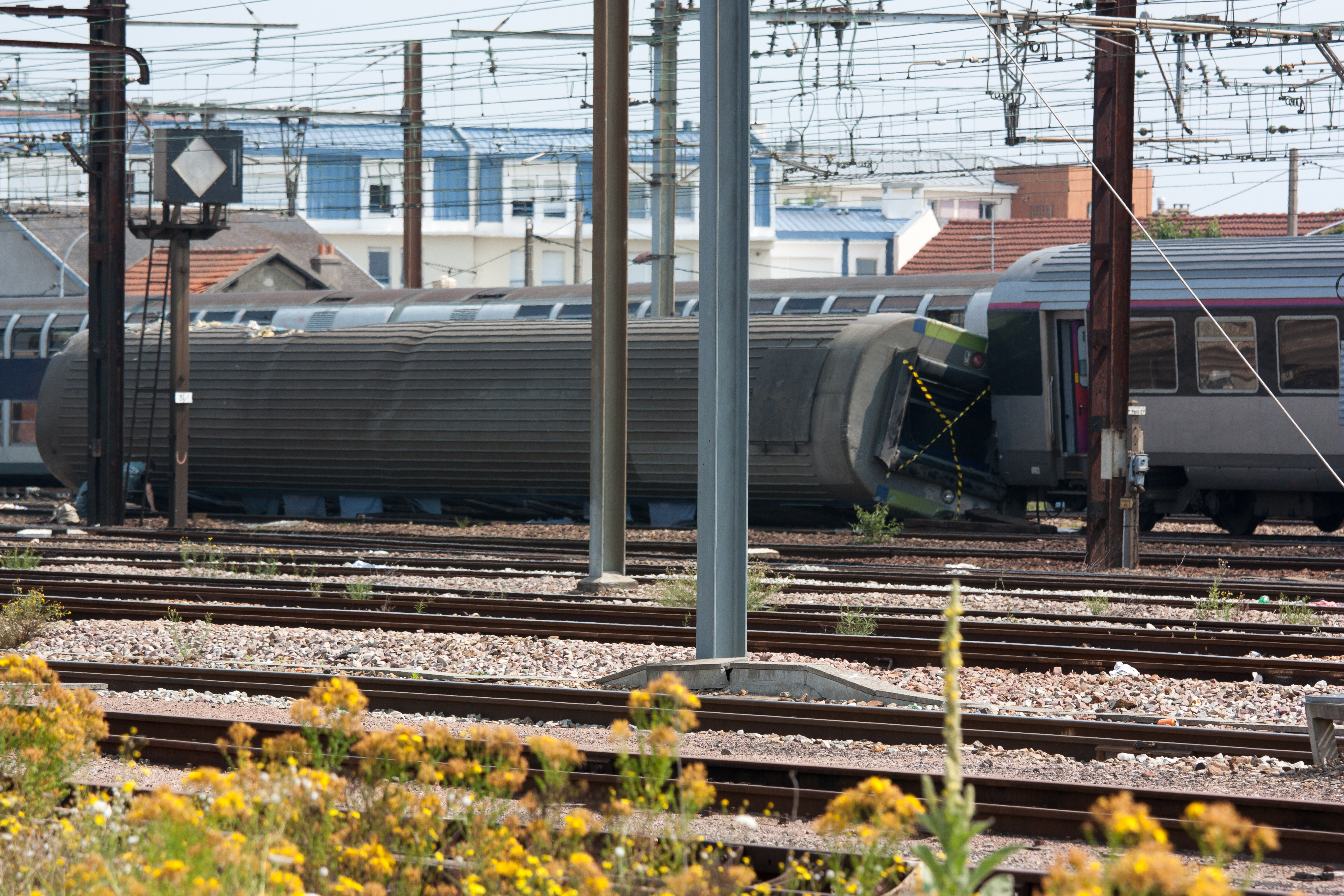
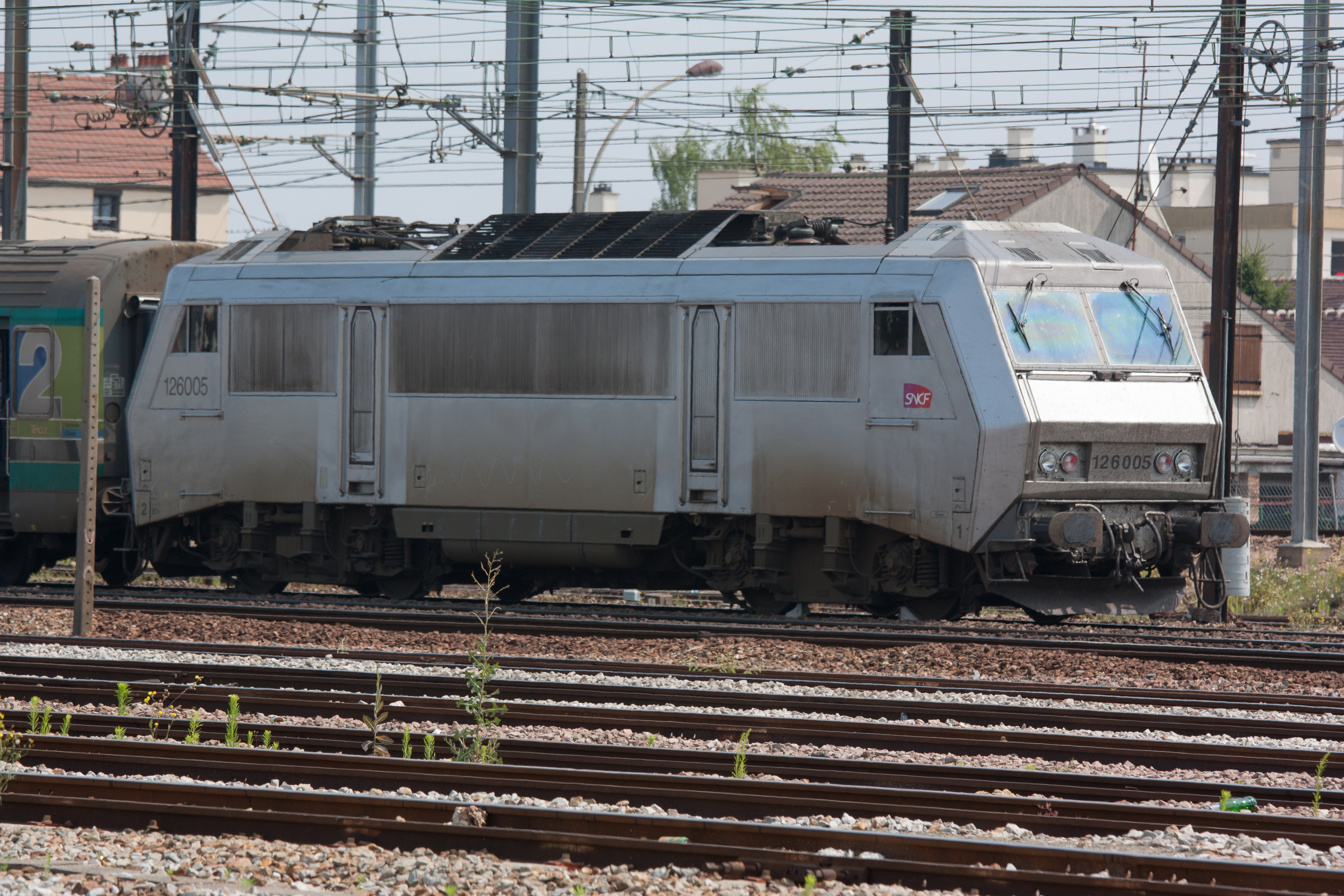
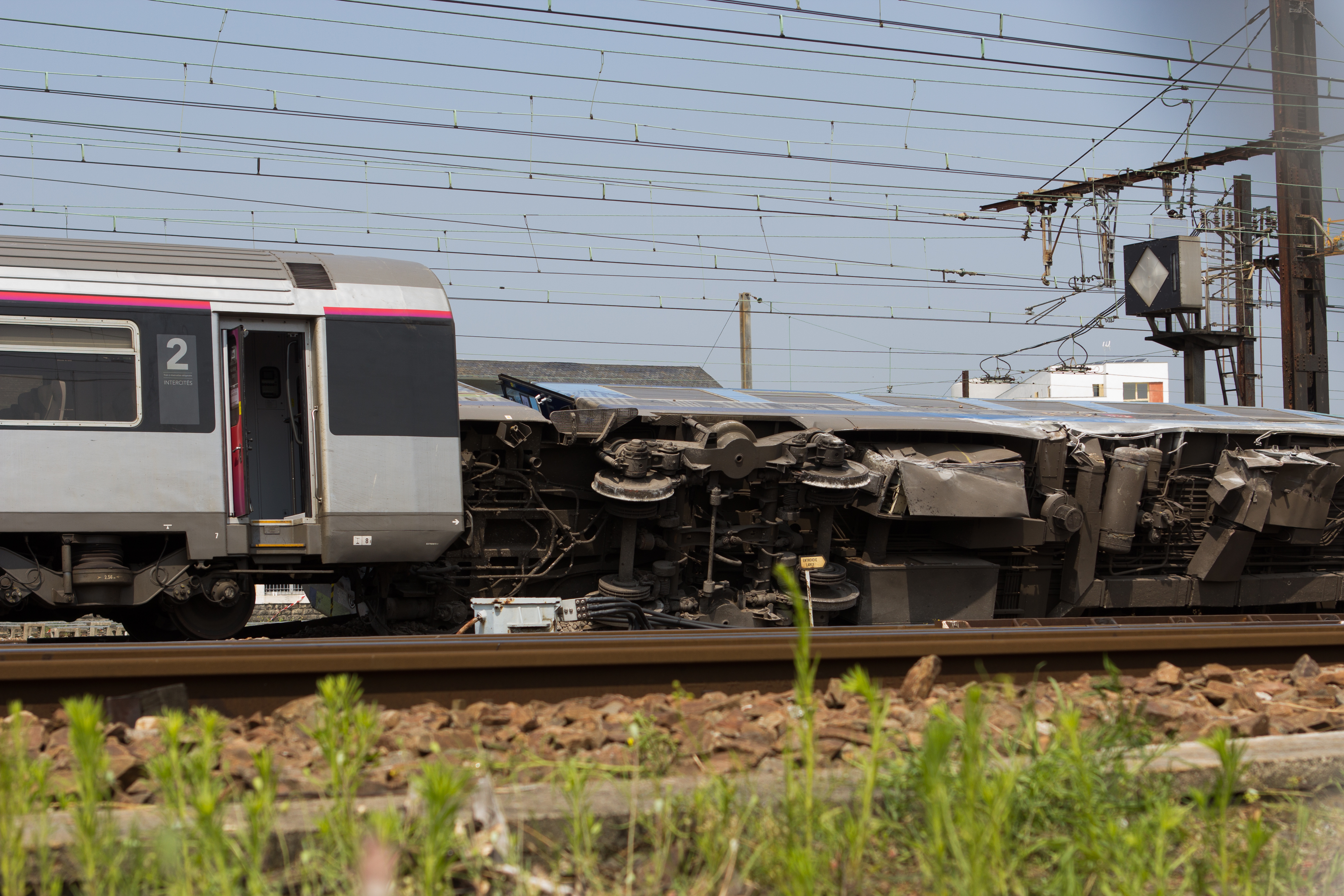
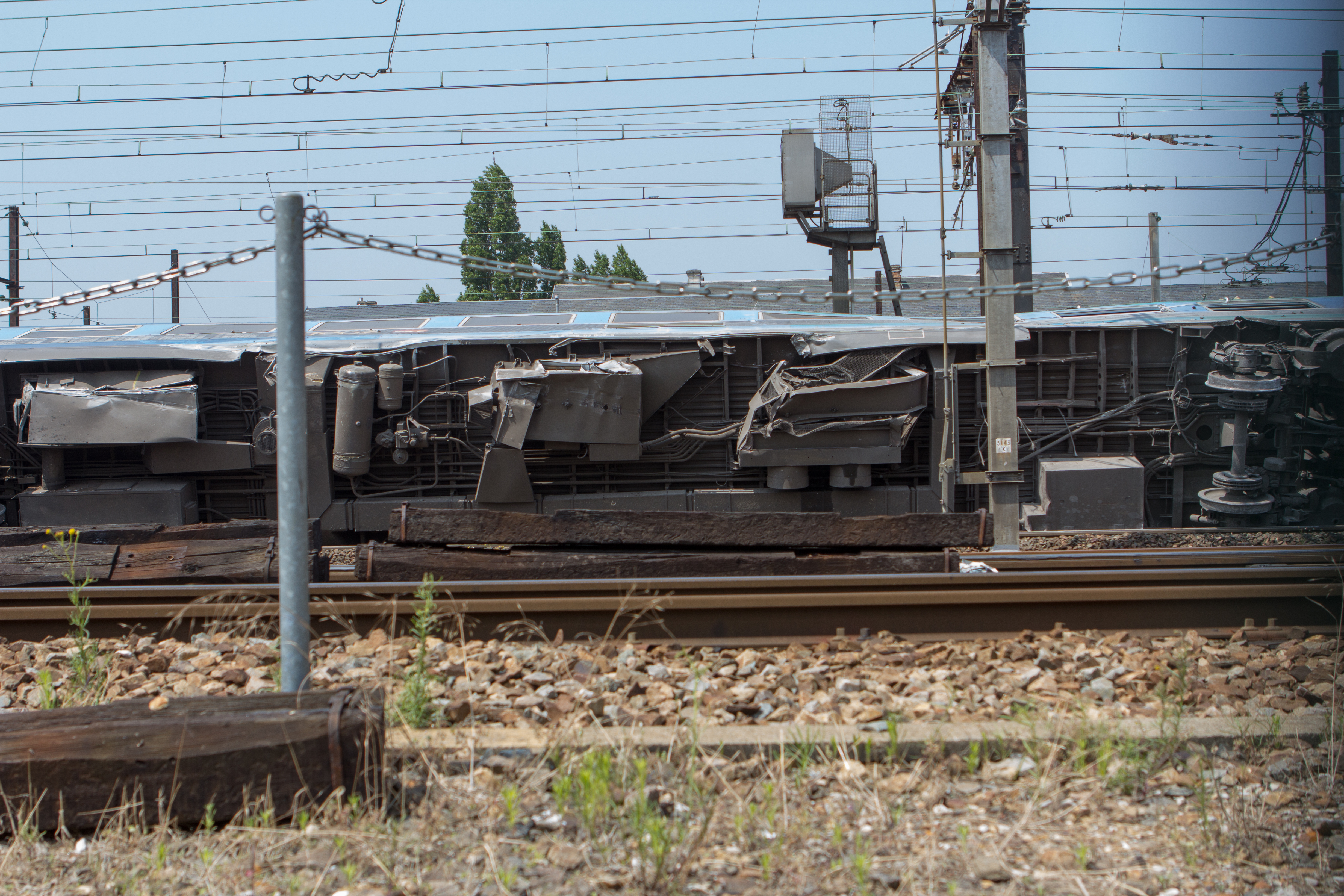
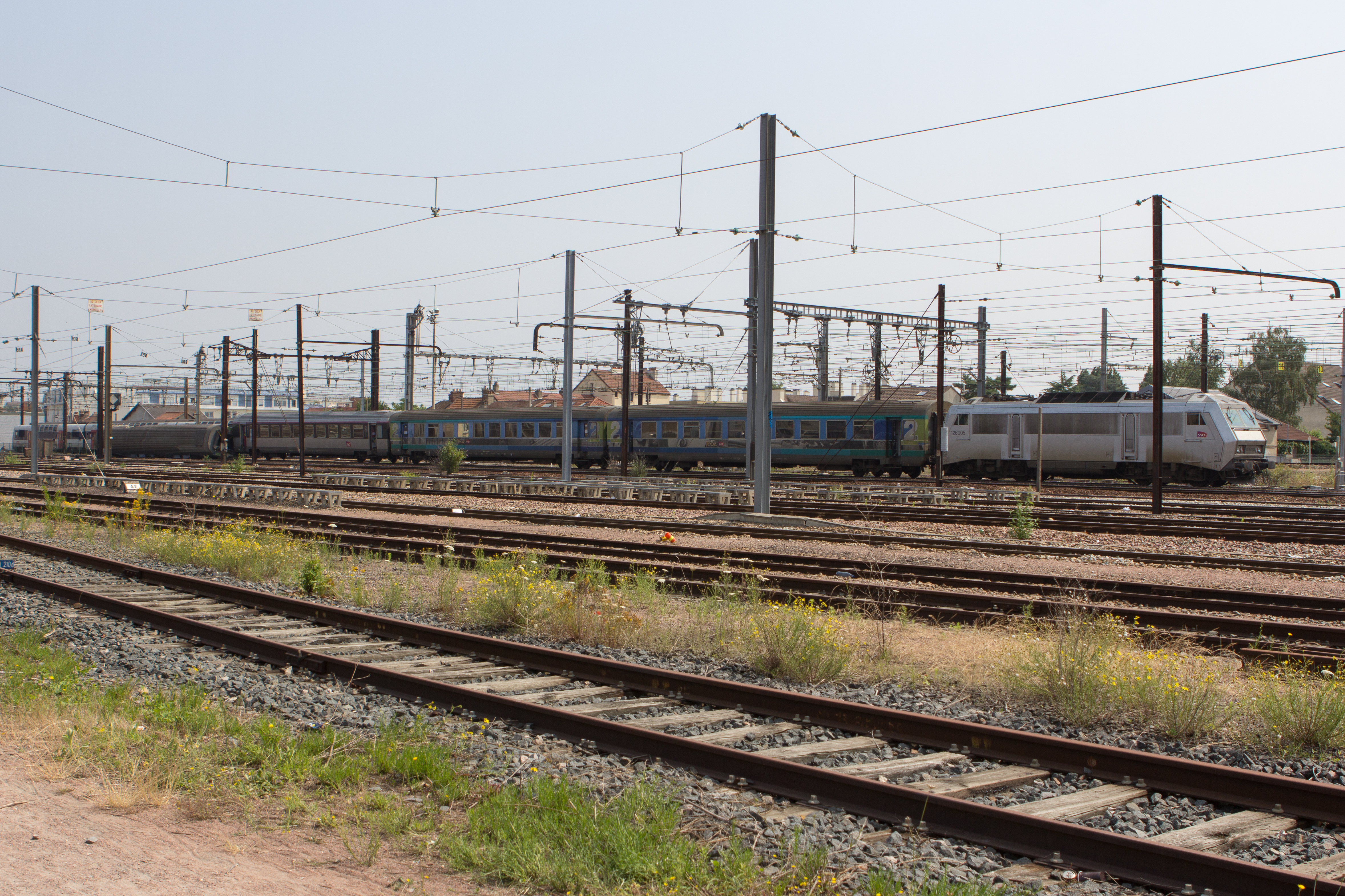
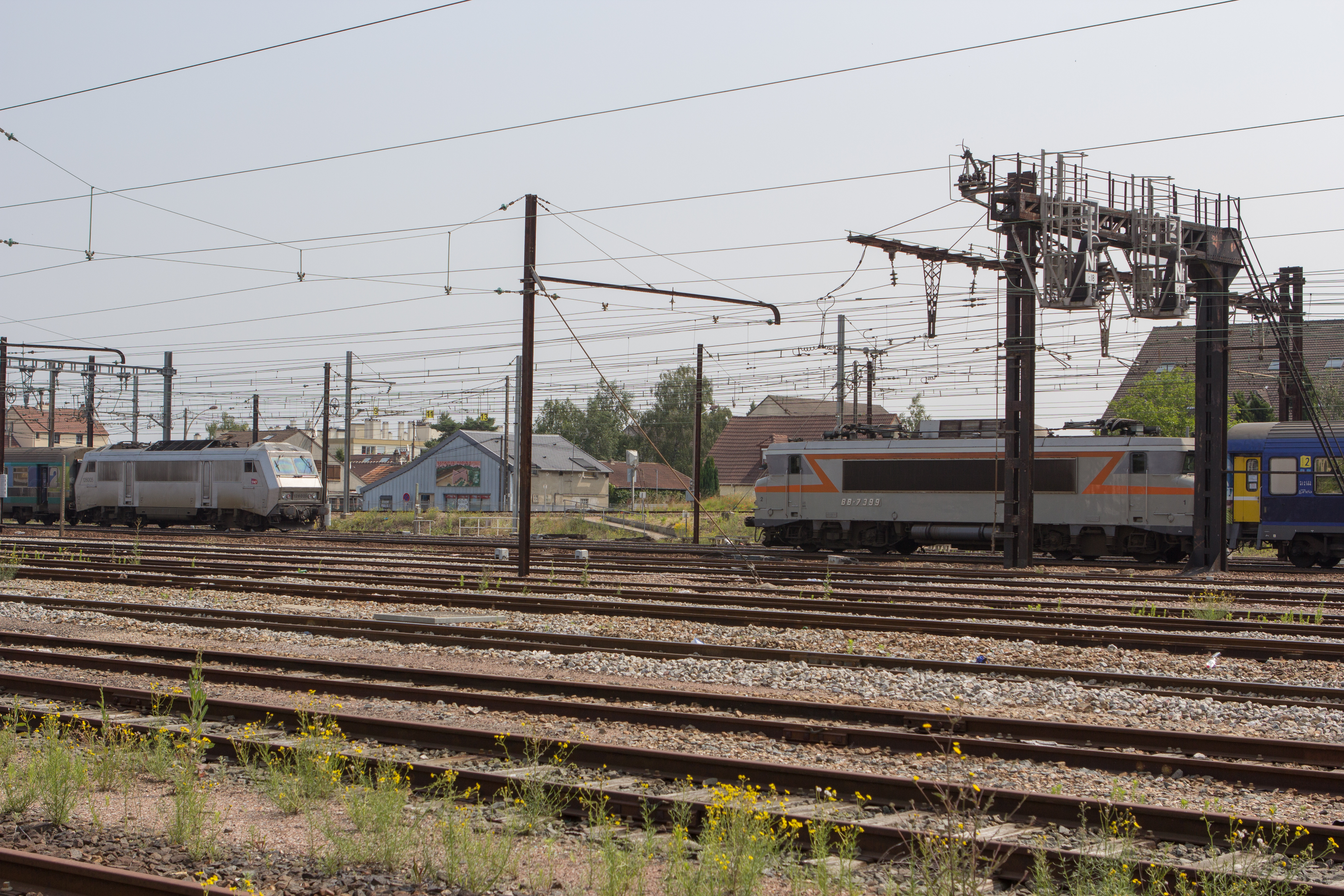
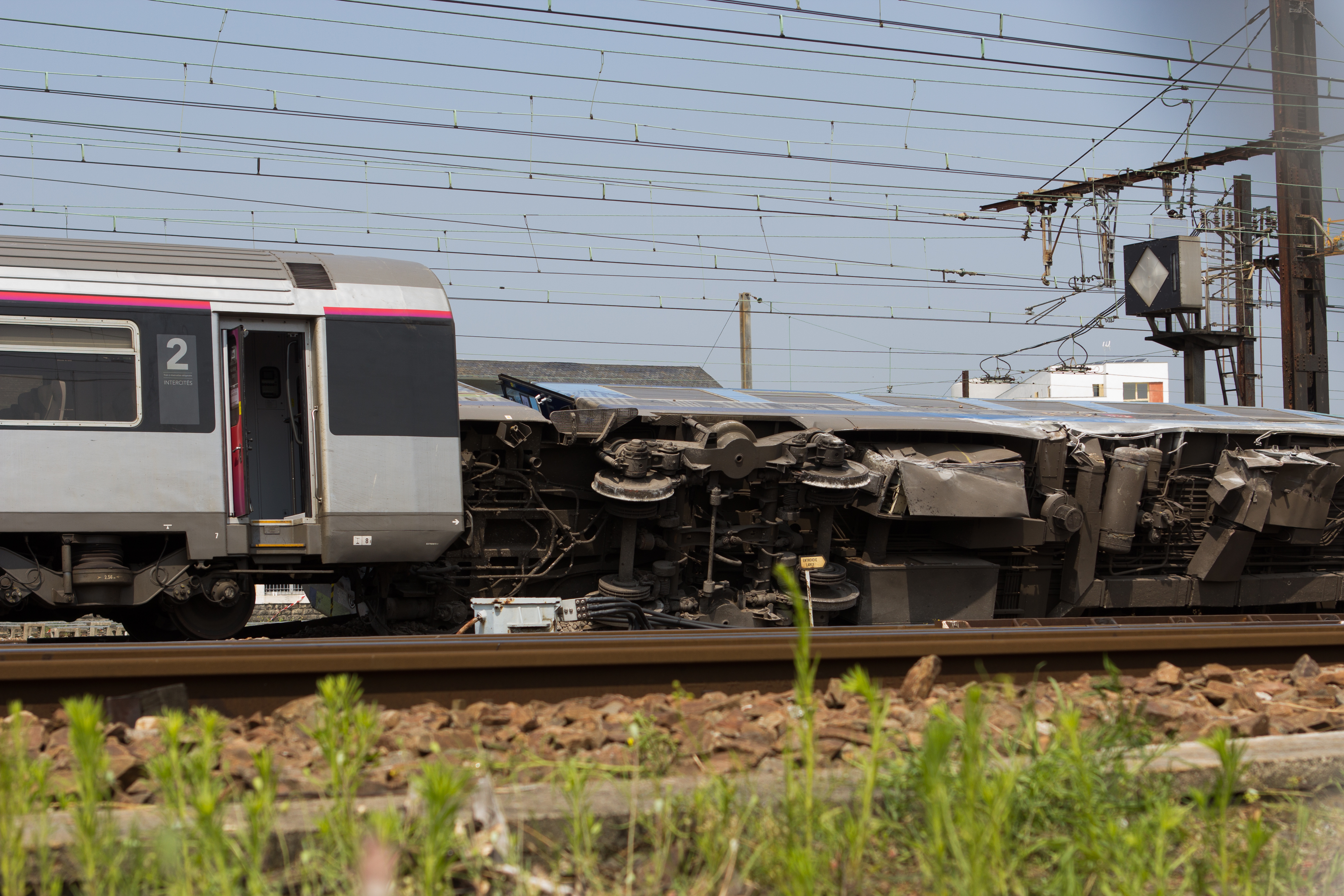
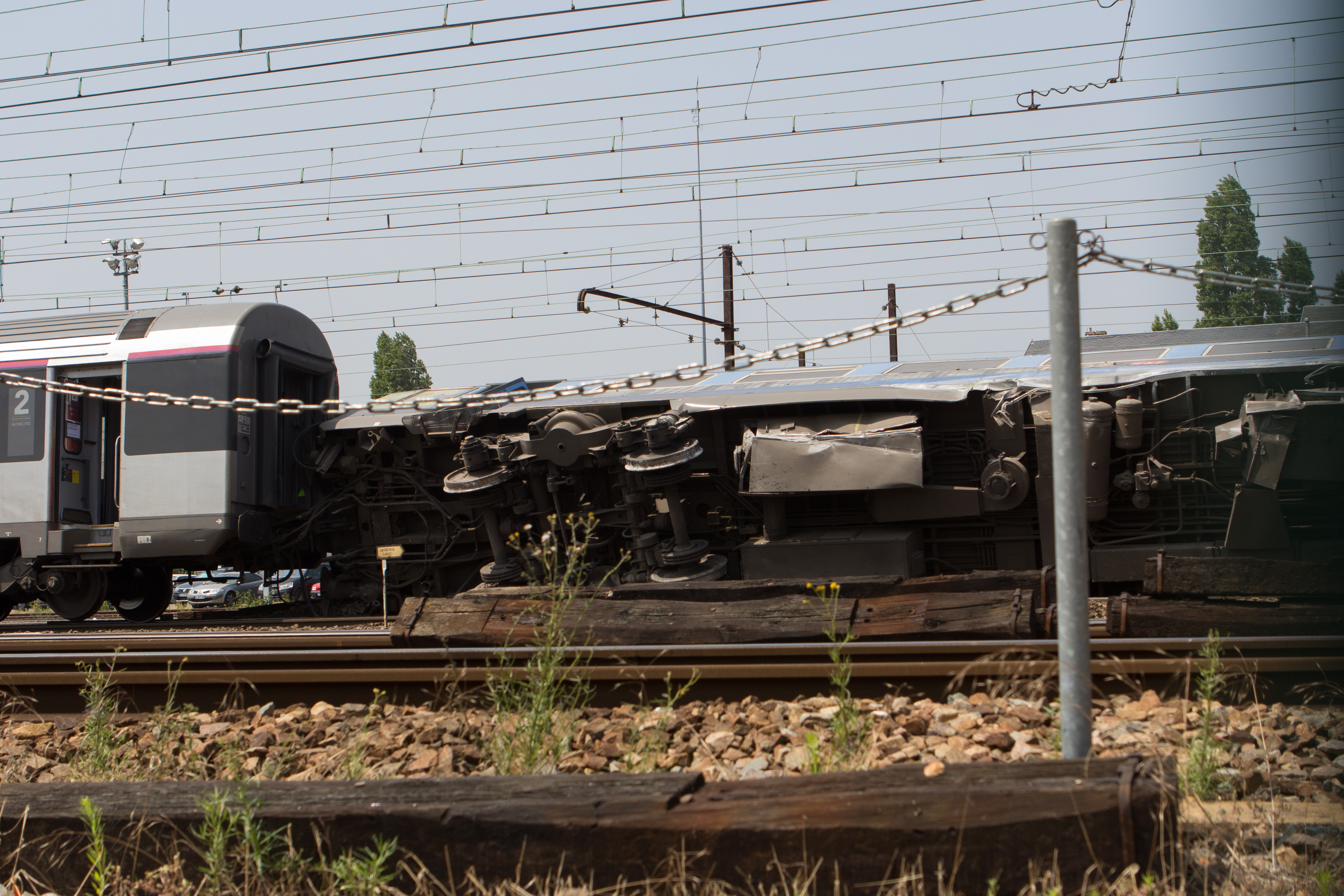
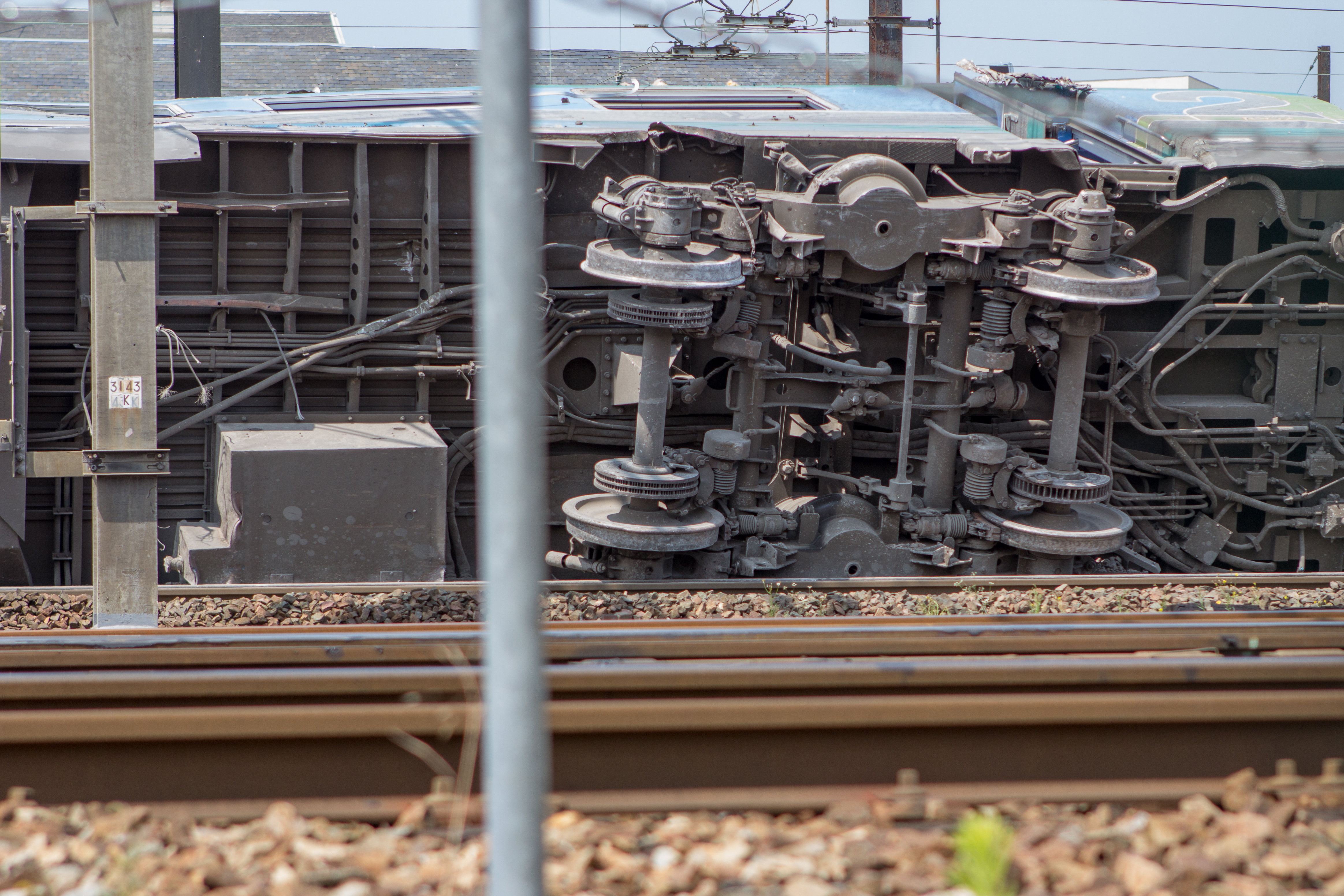

## روابط خارجية
- (fr) (PDF) مخطط وبيان تفصيلي لحادثة قطار بريتني من موقع الشركة الوطنية للسكك الحديدية الفرنسية مقدم في 14 يوليو 2013.